# Panegyrtes lactescens
Panegyrtes lactescens là một loài bọ cánh cứng trong họ Cerambycidae.